# Tylophora cissoides
Tylophora cissoides är en oleanderväxtart som beskrevs av Carl Ludwig von Blume. Tylophora cissoides ingår i släktet Tylophora och familjen oleanderväxter. Inga underarter finns listade i Catalogue of Life.